# Avenida de Sabino Arana
La avenida de Sabino Arana es una avenida ubicada en la villa de Bilbao. Enlazando en ángulo recto con la Gran Vía de Don Diego López de Haro se extiende desde la plaza del Sagrado Corazón de Jesús hasta la calle Doctor Díaz Emparanza, cruzando así la calle Autonomía, y siendo considerada la nueva Gran Vía de Bilbao.
En 1937, se le impuso el nombre avenida José Antonio en honor a José Antonio Primo de Rivera.

## Remodelación
Tras el derribo del denominado scalextric de la Avenida Sabino Arana, que durante más de 30 años fue uno de los principales accesos del tráfico rodado a la Villa, el Ayuntamiento de Bilbao comenzó un año después, en marzo de 2015, la recuperación integral de esta zona de Basurto.
El nuevo Sabino Arana alberga zonas de ocio, de estancia, viales, aparcamiento en superficie, carril bici, zonas verdes, juegos infantiles y arbolado, recuperando un espacio urbano para las personas. El tráfico está restringido, con un carril de subida y otro de bajada evitando así que la calle se utilice como entrada o salida de la ciudad.
El 10 de junio de 2016, la avenida fue inaugurada oficialmente.

## Edificios de interés
Diversos edificios y lugares reseñables rodean la Avenida Sabino Arana:

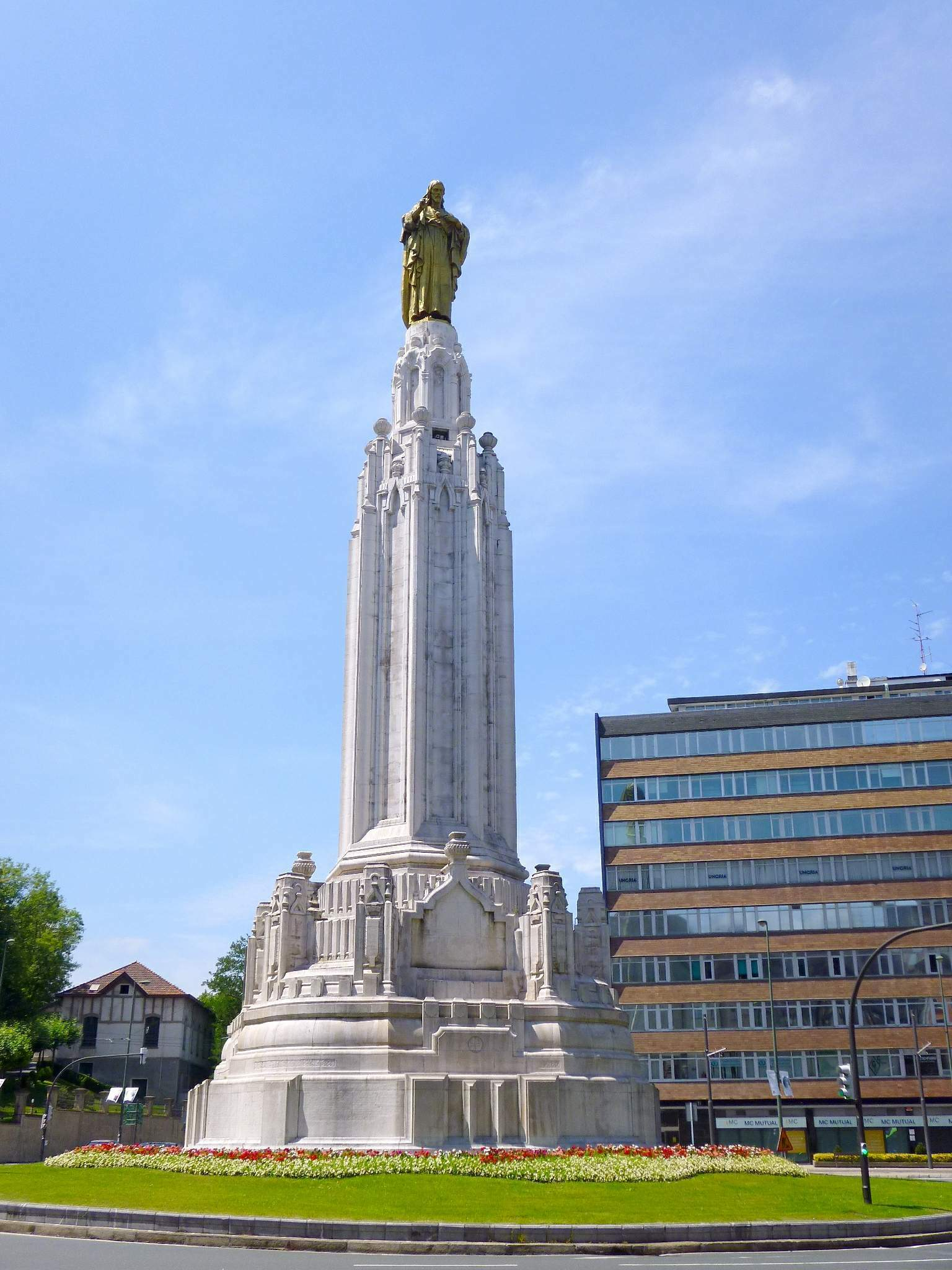
Plaza del Sagrado Corazón de Jesús
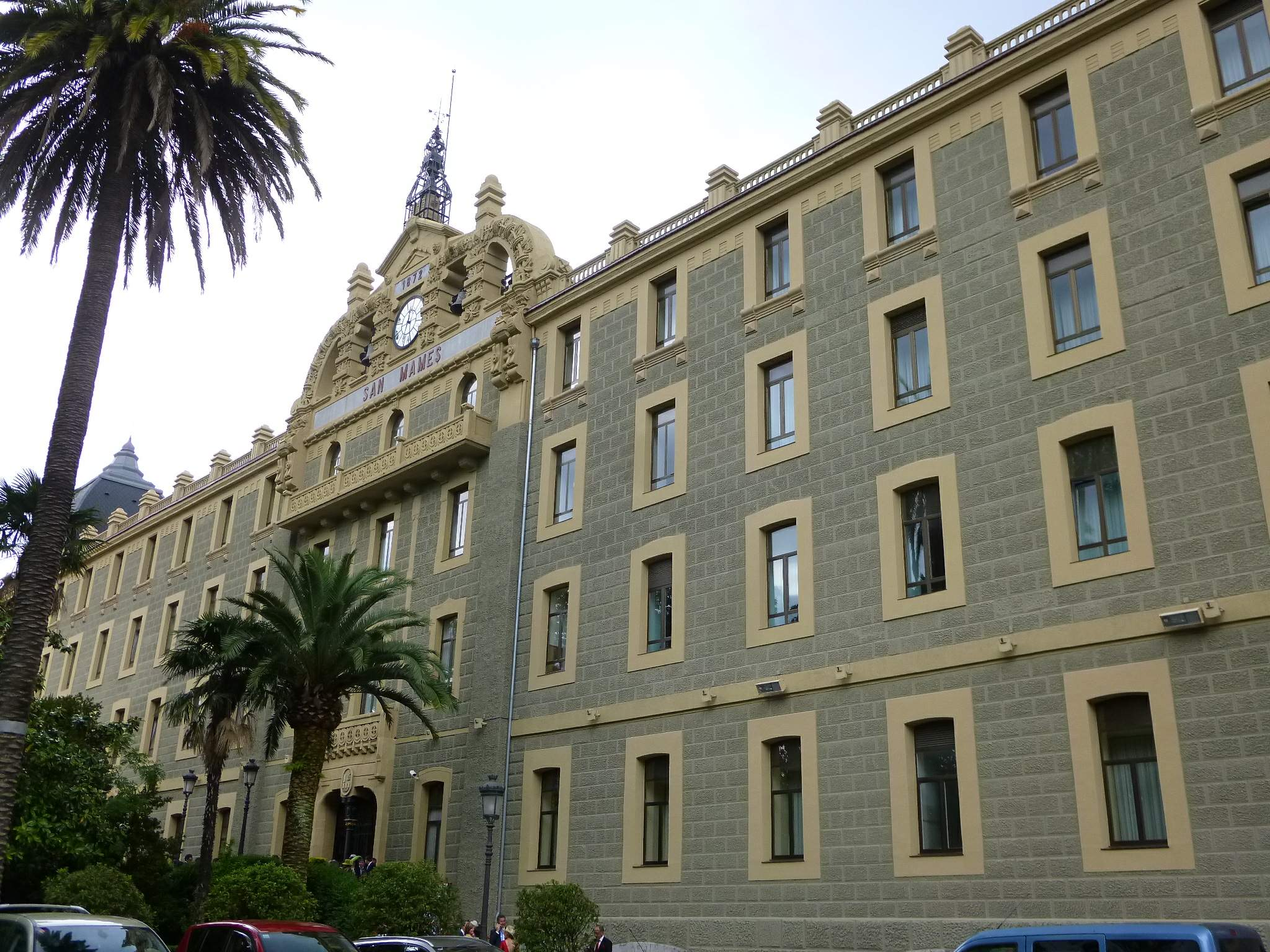
Santa y Real Casa de Misericordia de Bilbao
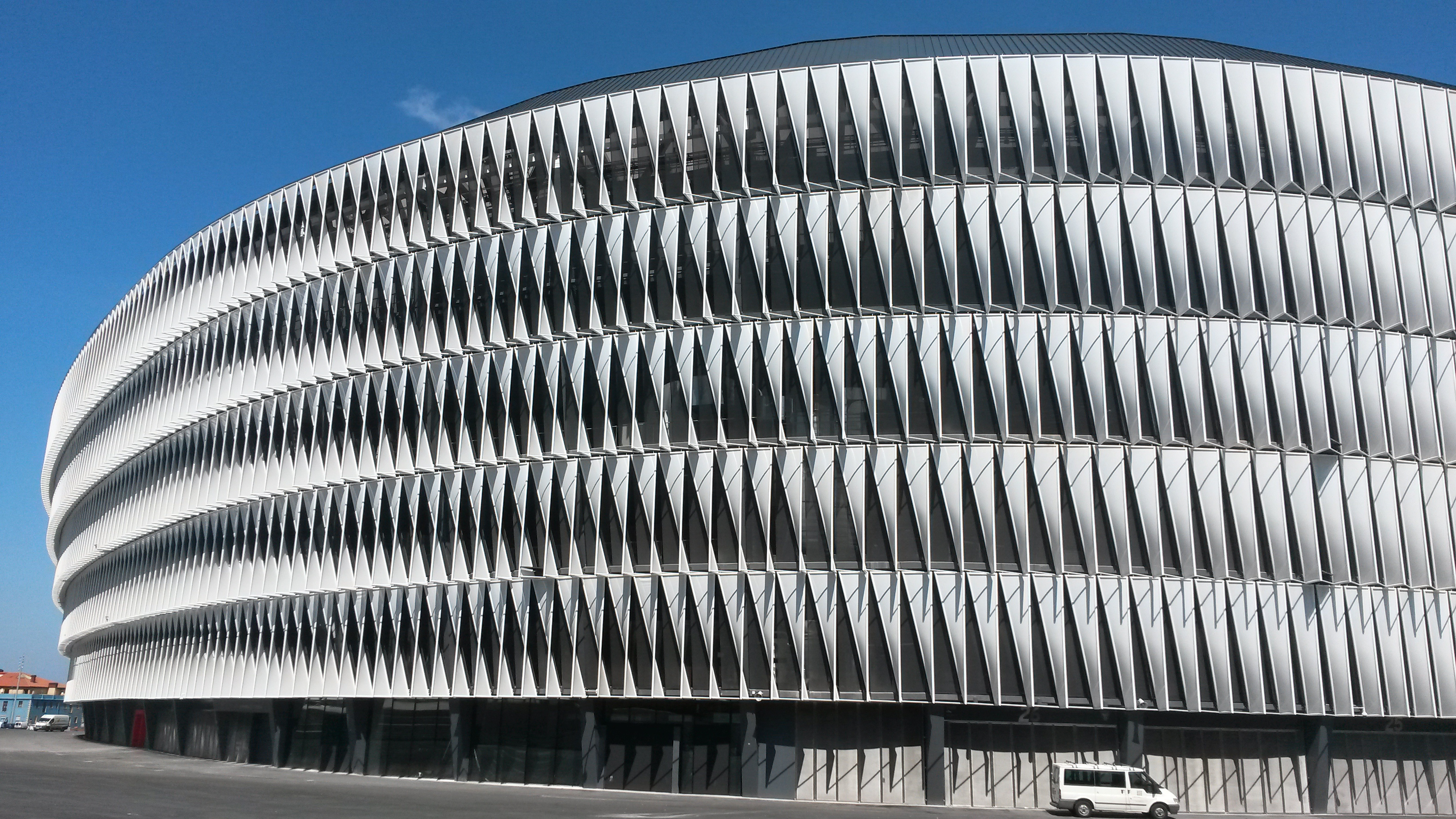
Estadio de San Mamés
- Estación de Bilbao Intermodal
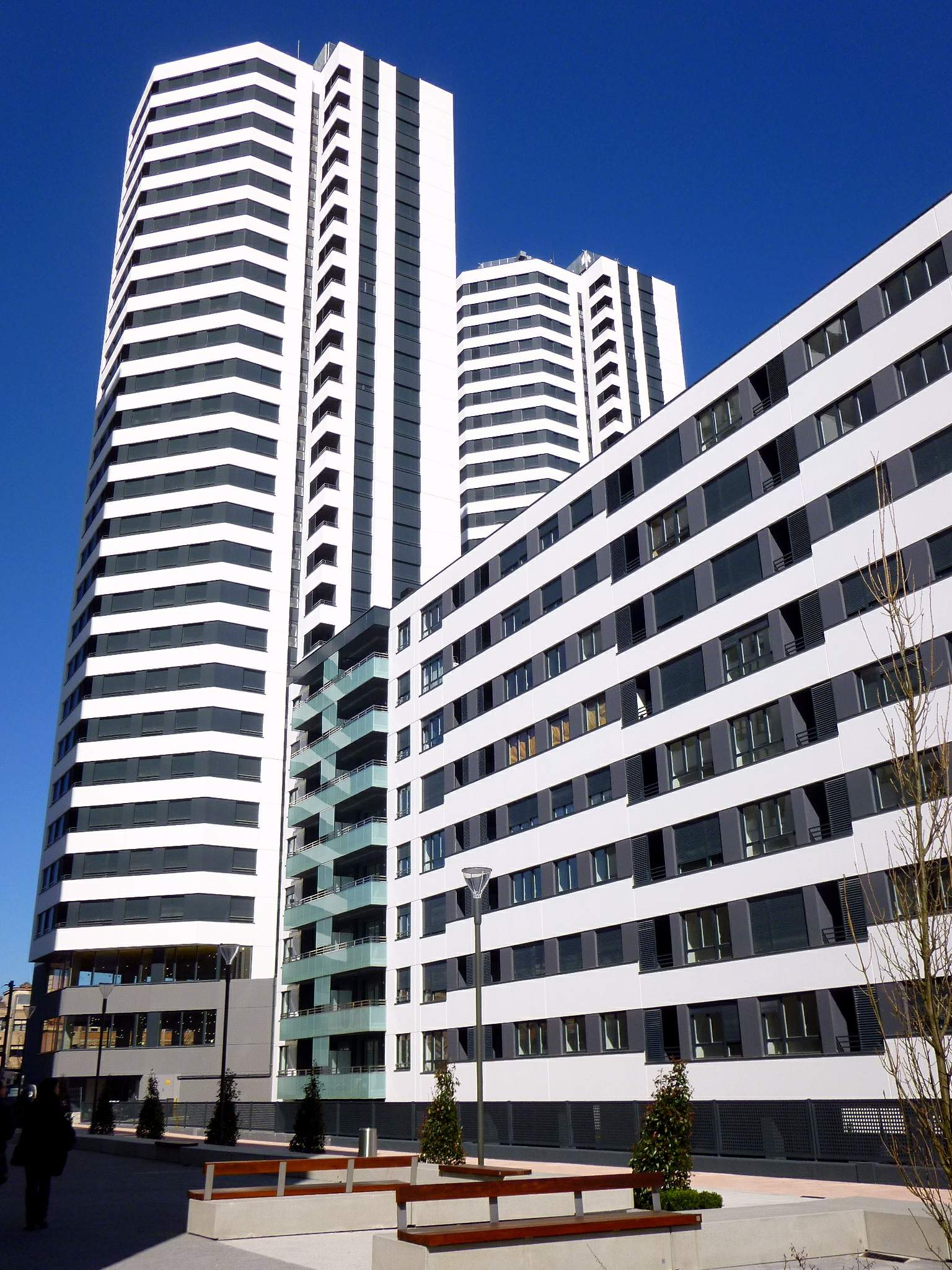
Torres Garellano
- Calle Licenciado Poza
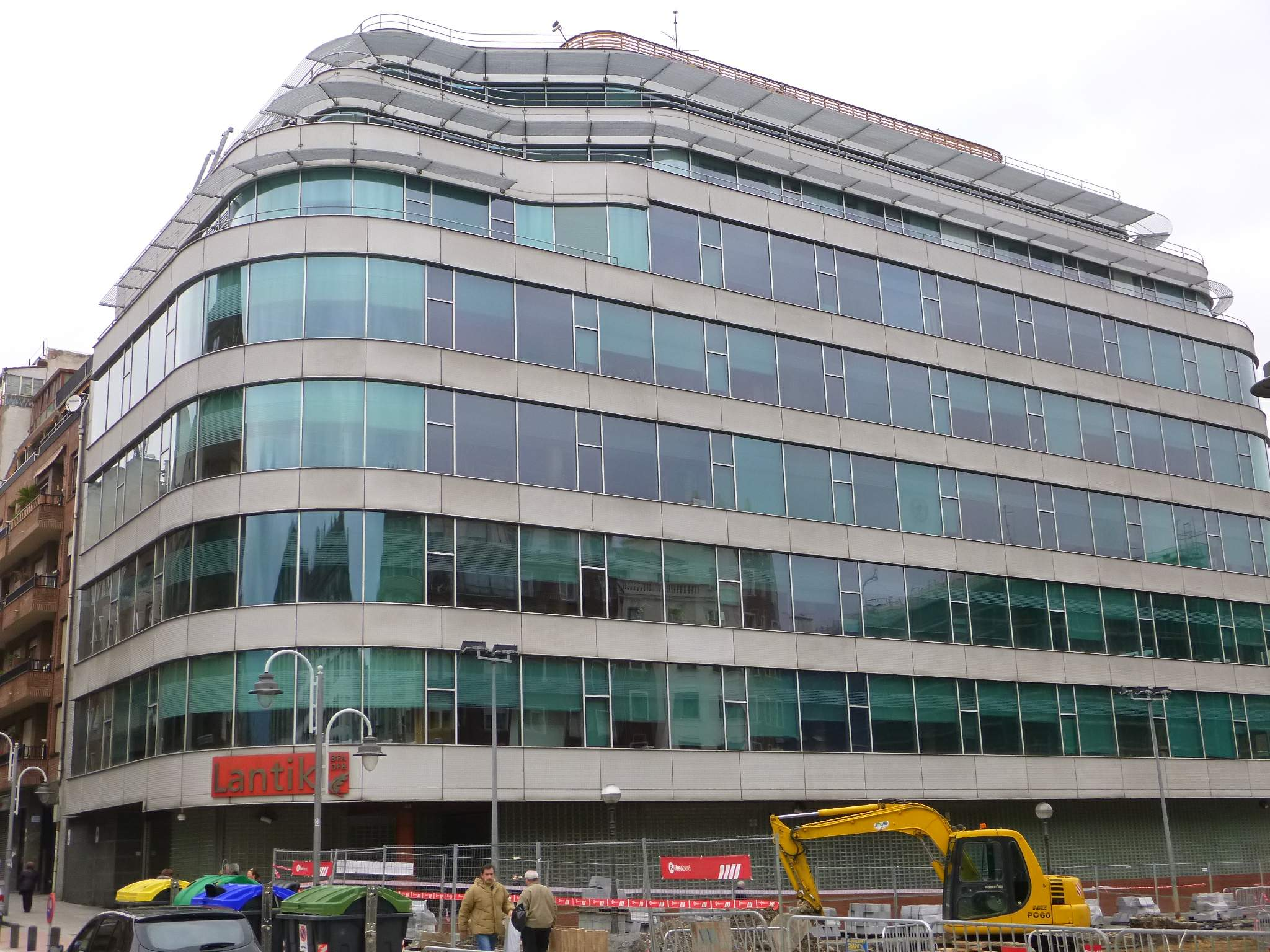
Edificio Lantik

- Plaza del Sagrado Corazón de Jesús
- Santa y Real Casa de Misericordia de Bilbao
- Estadio de San Mamés
- Torres Garellano
- Edificio Lantik

## Medios de transporte
- Estación de Sabino Arana del tranvía de Bilbao.
- Estación de San Mamés del metro de Bilbao.